# Crawley (Hampshire)
Crawley is een civil parish in het bestuurlijke gebied Winchester, in het Engelse graafschap Hampshire.